# GreyGoose (singolo)
GreyGoose è il secondo singolo estratto dall'album Logico del cantante italiano Cesare Cremonini, pubblicato il 29 agosto 2014.

## Descrizione
Il brano è stato dichiarato dal cantante come la sua "50 Special dell'età adulta".
Nella prima settimana di novembre 2014 il brano viene certificato disco d'oro dalla FIMI per le oltre 15 000 copie vendute, per poi ottenere il disco di platino con 30 000 copie vendute alla fine dell'anno. Nonostante non sia andato oltre alla posizione numero 30 della Top Singoli, GreyGoose è rimasto nella Top 40 delle vendite per 15 settimane di fila, per poi uscire dalla classifica dopo essersi piazzata alla numero 50 nell'ultima settimana del 2014.

## Classifiche
| Classifica (2014) | Posizione massima |
| ----------------- | ----------------- |
| Italia            | 13                |
| Italia (airplay)  | 1                 |

### Classifiche di fine anno
| Classifica (2014) | Posizione |
| ----------------- | --------- |
| Italia            | 85        |
| Italia (airplay)  | 30        |